# لهنشتدت
لهنشتدت (به آلمانی: Lehnstedt) یک شهر در آلمان است که در وایمارر لاند واقع شده‌است. لهنشتدت ۳۳۷ نفر جمعیت دارد.